# Eubaphe tritonia
Eubaphe tritonia là một loài bướm đêm trong họ Geometridae.